# Masakra nankińska

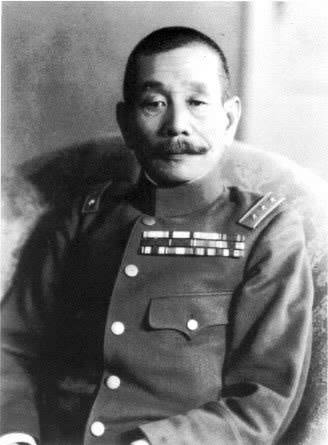
Iwane Matsui, dowódca wojsk japońskich w Nankinie

Masakra nankińska (chiń. 南京大屠杀), znana także jako gwałt nankiński – masakra ludności chińskiej w Nankinie (ówczesnej stolicy Republiki Chińskiej, rządzonej przez Kuomintang) w grudniu 1937 i styczniu 1938. Masakry dopuściła się Cesarska Armia Japońska, pod dowództwem generała Iwane Matsui. Była to jedna z największych zbrodni ludobójstwa, dokonanych przez wojska japońskie. Przypuszcza się, że śmierć poniosło wówczas od 50 tys. do 400 tys. osób.

## Tło historyczne

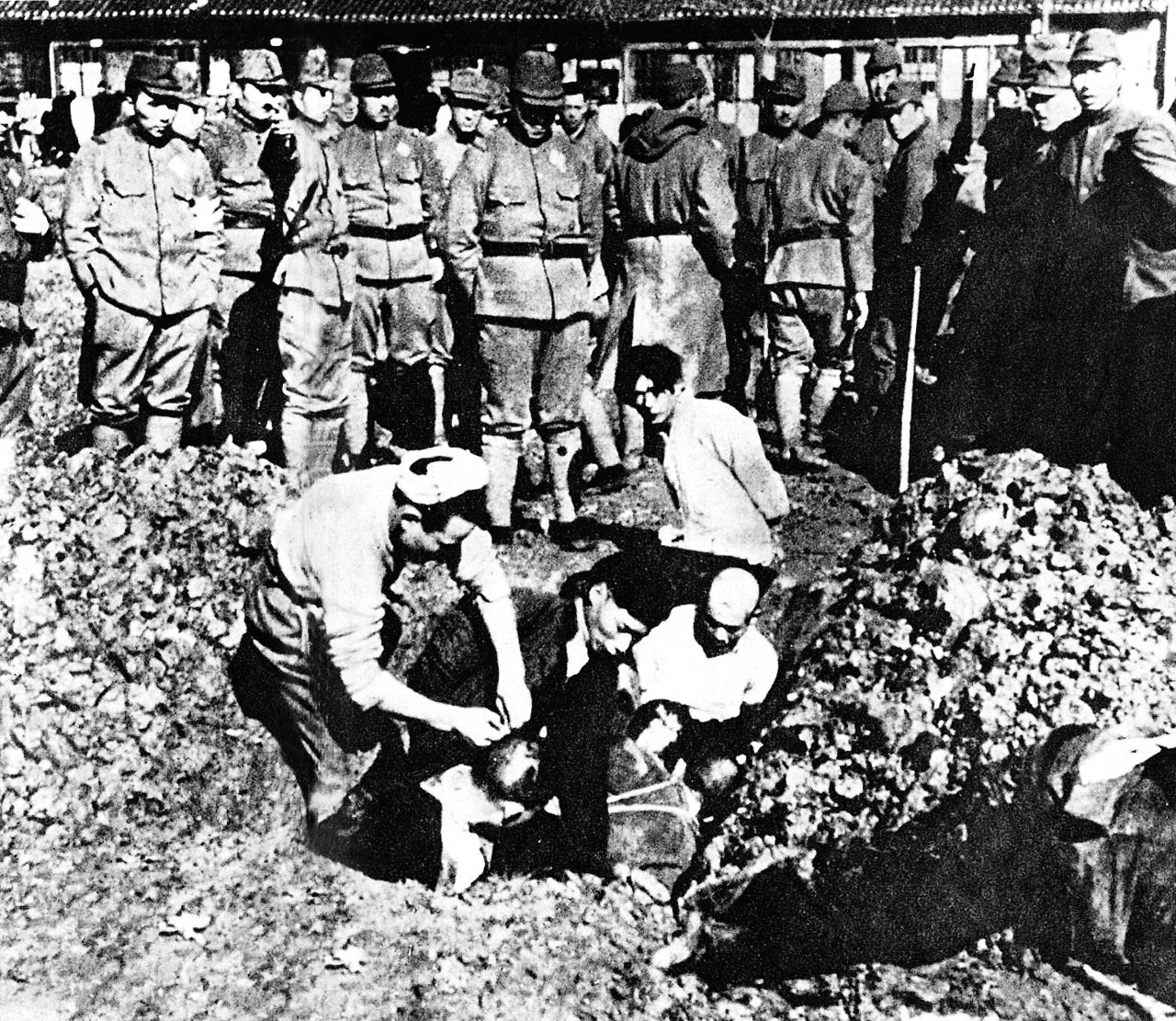
Zakopywanie żywcem Chińczyków przez żołnierzy japońskich

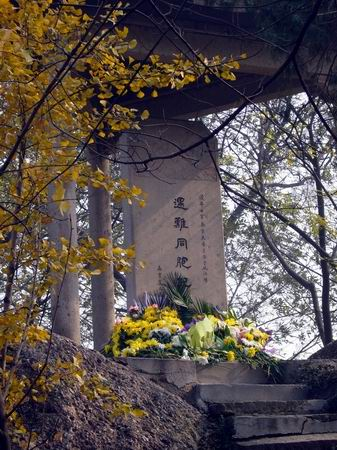
Pomnik upamiętniający ofiary masakry nankińskiej

Po incydencie mukdeńskim 18 września 1931 roku Japonia zajęła Mandżurię. Utworzono z niej marionetkowe państwo zwane Mandżukuo, na czele którego Japończycy postawili Puyi, ostatniego cesarza Chin z mandżurskiej dynastii Qing, jednak rzeczywistą władzę sprawowały tylko japońskie władze okupacyjne. Cesarstwo Japońskie dążyło do dalszej ekspansji w tym regionie. Od 1927 roku Nankin został siedzibą rządu Kuomintangu. W tym samym roku komuniści rozpoczęli zbrojne powstanie, co doprowadziło do wybuchu wojny domowej z kuomintangowskim rządem Czang Kaj-szeka.
Polityczny zamęt, jaki panował od dawna w Chinach, został ponownie wykorzystany przez Japończyków podczas tzw. incydentu na moście Marco Polo 7 lipca 1937. Rzekome ostrzelanie japońskich oddziałów przez komunistów na moście Marco Polo koło Pekinu dało pretekst do inwazji na Chiny, co przerodziło się w II wojnę chińsko-japońską. Nowoczesna armia japońska bez większego trudu zajmowała kolejne wielkie miasta chińskie na północy kraju. Szanghaj w trakcie oblężenia został niemalże całkowicie zniszczony wskutek nalotów. Ostatecznie miasto padło 11 listopada 1937 roku, a wojska japońskie skierowały się na Nankin.
Na początku grudnia Japońska Armia Centralnych Chin była już na przedmieściach Nankinu. 9 grudnia japońscy wojskowi wystosowali propozycję, by miasto poddało się w ciągu 24 godzin. Kiedy Japończycy o pierwszej po południu nie otrzymali żadnej odpowiedzi, generał Iwane Matsui wydał rozkaz, by przypuścić zmasowany szturm na miasto. Po długotrwałym ostrzale z ciężkiej artylerii oraz ciągłych nalotach bombowych 12 grudnia broniące się jeszcze wojska chińskie wycofały się na drugi brzeg rzeki Jangcy. Część z nich porzuciła broń oraz mundury i skryła się wśród cywilów. Inni schronili się w Międzynarodowych Strefach Bezpieczeństwa. 13 grudnia Japończycy wkroczyli do Nankinu. Rozpoczęła się rzeź jeńców wojennych i ludności cywilnej.

## Rzeź miasta
Przez prawie sześć tygodni w mieście grupy zdemoralizowanych i pijanych żołnierzy siały powszechny terror. Również dowódcy japońscy nie mieli zamiaru położyć kresu rzezi.
Egzekucje
Japończycy potraktowali mieszkańców miasta z niezwykłym okrucieństwem. W niektórych przypadkach (dotyczy to głównie wziętych do niewoli żołnierzy chińskiej armii rządowej) egzekucje były przeprowadzone na wyraźny rozkaz. Według niektórych danych zmasakrowano ok. 100 tys. chińskich jeńców wojennych. Większość z nich została rozstrzelana nad brzegami rzeki Jangcy, za pomocą karabinów maszynowych. Wrzucone do rzeki zwłoki płynęły z prądem aż do Szanghaju. Jednak to ludność cywilna poniosła najwięcej ofiar. Japończycy urządzali nawet zawody polegające na ścinaniu głów samurajskim mieczem. Inną formą egzekucji było zakłuwanie bagnetem. Żołnierze ćwiczyli w ten sposób pchnięcie bagnetem, zarówno na żywych ludziach, jak i na zwłokach. Inne ofiary zginęły wskutek podpalenia lub zakopywania żywcem.
Gwałty
Japończycy dopuścili się od 20 tys. do 80 tys. gwałtów. Większość kobiet stała się przedmiotem brutalnych gwałtów zbiorowych. Nie oszczędzono nawet małych dziewczynek. Wielokrotnie do zgwałceń dochodziło w trakcie dnia, często na oczach członków rodziny. Po gwałcie ofiara była nierzadko okaleczana lub mordowana.
Rabunek i zniszczenie
Japończycy rewidowali i okradali każdego przechodnia. Kto nie miał żadnych kosztowności, był po prostu zabijany. Włamania do mieszkań i obrabowywanie ich były na porządku dziennym. Miasto zostało doszczętnie splądrowane. Jedna trzecia zabudowań została zniszczona wskutek podkładanego przez Japończyków ognia. Tłoczący się na drogach miasta uchodźcy byli ostrzeliwani przez japońskie lotnictwo.

## Międzynarodowe Strefy Bezpieczeństwa
W Nankinie mieszkało wielu obcokrajowców, w tym zachodni misjonarze. Wielu z nich było naocznymi świadkami tragedii ludności chińskiej. Dzięki nim istnieją świadectwa tych zbrodni, np. zapiski Johna Rabe oraz Minnie Vautrin. Jednemu z księży, Johnowi Magee, udało się nakręcić film i zrobić zdjęcia dokumentujące zdarzenia nankińskie. W ambasadach, a głównie w dwóch: amerykańskiej i niemieckiej, utworzono tzw. Międzynarodowe Strefy Bezpieczeństwa, gdzie chronili się ocalali z masakry.
John Rabe
Rok wcześniej Cesarstwo Japonii podpisało z III Rzeszą pakt antykominternowski, głoszący wspólną walkę z międzynarodowym komunizmem. Zobowiązujący Japonię sojusz z Hitlerem zmuszał jej żołnierzy do trzymania się z dala od niemieckiej ambasady. W niemieckiej, jak i amerykańskiej ambasadzie utworzono Międzynarodowe Strefy Bezpieczeństwa. W niemieckiej placówce dyplomatycznej, prowadzonej przez niemieckiego biznesmena i funkcjonariusza NSDAP Johna Rabe (1882–1950), znalazło schronienie około 200 tys. Chińczyków. Był on założycielem Komitetu Międzynarodowych Stref Bezpieczeństwa.
Minnie Vautrin
Inną znaną postacią tragedii nankińskiej, która ofiarowała swoją pomoc, była misjonarka Minnie Vautrin (1887–1941). Została ona później odznaczona przez rząd chiński za swoje zasługi w opiece nad chińskimi dziewczętami z żeńskiego college’u Ginling.

## Atak na kanonierkę USS „Panay”

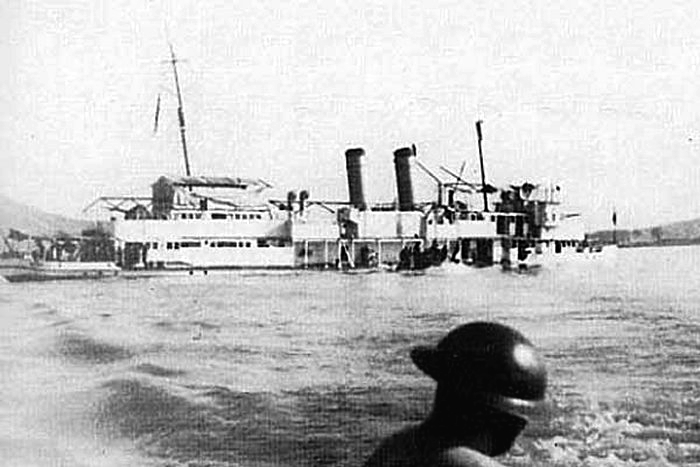
Amerykańska kanonierka USS „Panay” tonie po japońskim ataku lotniczym 12 grudnia 1937

W trakcie walk o Nankin, 12 grudnia 1937, doszło do incydentu, w którym japońskie samoloty zaatakowały amerykańską kanonierkę kolonialną USS „Panay”, zabijając trzech członków załogi. Rząd Japonii oficjalnie przeprosił za ten incydent.

## Debata
Masakra ludności Nankinu jest jedną z największych zbrodni, jakiej dopuścili się Japończycy. Została nagłośniona, gdyż popełniono ją w ówczesnej stolicy Chin na oczach zagranicznych świadków. Niemniej, podobną taktykę Cesarska Armia Japońska stosowała w innych częściach kraju, np. w Changsha. Rzeź nankińska była tylko jedną ze zbrodni popełnianych w samych Chinach oraz w Południowo-Wschodniej Azji i na Pacyfiku. Japońskie wojska wielokrotnie praktykowały taktykę spalonej ziemi (jap. Sankō Sakusen), czego skutkiem były ogromne zniszczenia.
Dokładna liczba ofiar do dziś jest przedmiotem sporów, rzutujących na stosunki chińsko-japońskie. Japońscy negacjoniści sprowadzają tę liczbę do kilku tysięcy, a nawet kilkuset ofiar. Japońskie dokumenty informują o 227,4 tys. pogrzebanych ofiar. Przypuszcza się jednak, że resztę ciał pogrzebały rodziny lub spalili na stosie japońscy żołnierze. Iris Chang w pracy The Rape of Nanking. The Forgotten Holocaust of World War II (Nowy Jork, 1997) przypuszcza, że po uwzględnieniu tych ofiar łączna liczba zamordowanych wyniesie około 350 tysięcy.
Francuski historyk Jean-Louis Margolin, w swej pracy o japońskich zbrodniach wojennych, uważa, że ofiarami Japończyków w Nankinie padali głównie chińscy jeńcy – ok. 30–60 tys. Liczba ofiar po stronie cywilów sięgnęła natomiast 20-30 tys. Łączna liczba ofiar sięga zatem 50-90 tys., z czego aż 95% stanowili mężczyźni. Zdaniem Margolina trudno zatem mówić o „rzezi” mieszkańców miasta. Była to raczej operacja polegająca na wyłapywaniu i zabijaniu mężczyzn, którzy mogli ewentualnie stawić zbrojny opór. Cywile nie byli zabijani planowo, lecz ginęli w obronie rabowanego dobytku lub kobiet. Zdarzało się, że Japończycy zabijali ofiary gwałtów, ale nie działali metodycznie.
Nankin stał się później stolicą marionetkowego państwa chińskiego, rządzonego przez chińskiego kolaboranta Wang Jingweia. Po zakończeniu II wojny chińsko-japońskiej i wojny na Pacyfiku, wielu zbrodniarzy odpowiedzialnych za masakrę zostało postawionych przed Międzynarodowym Trybunałem Do Spraw Dalekiego Wschodu w Tokio pod zarzutem dopuszczania się zbrodni ludobójstwa. Większość otrzymała wyroki skazujące.
Obecnie w Nankinie stoi mauzoleum ofiar masakry. Po wojnie kontrowersje zaczęło wzbudzać przedstawianie zarówno tej, jak i innych zbrodni wojennych w japońskich podręcznikach do historii. Po wygraniu wyborów w 1955 przez Partię Liberalno-Demokratyczną w Japonii zakazano pisania o zbrodni nankińskiej w szkolnych podręcznikach do historii. Spotkało się to z ostrą reakcją ze strony Chin i Tajwanu. W kwietniu 2005 doszło w mieście Shenyang (północno-wschodnie Chiny) do antyjapońskich demonstracji, podczas których żądano wycofania obowiązujących w japońskich szkołach podręczników do historii, gdyż przedstawiają fałszywy obraz wojny.

## Masakra nankińska w kulturze popularnej
- 1995 – film Hei tai yang Nan Jing da tu sha chińskiego reżysera Tun Fei Mou[4].
- 2008 – film Dzieci z Jedwabnego Szlaku.
- 2009 – film Miasto życia i śmierci – dramat wojenny w reżyserii Chuan Lu.
- 2010 – amerykańska grupa thrashmetalowa Exodus wydała album Exhibit B: The Human Condition, na którym znalazł się utwór „Nanking”, bezpośrednio nawiązujący do masakry.
- 2011 – Kwiaty wojny – dramat wojenny w reżyserii Zhang Yimou.
- 2018 – Wojna Makowa – książka autorstwa Rebecci F.Kuang. Jedna z masakr w książce była wzorowana na masakrze w Nankinie.